# امیرگر یورف بهوربارا
امیرگر یورف بهوربارا (به انگلیسی: Aminagar Urf Bhurbaral) یک منطقهٔ مسکونی در هند است که در اوتار پرادش واقع شده‌است.

## خصوصیات
امیرگر یورف بهوربارا ۵٬۴۹۵ نفر جمعیت دارد.